# Perychoreza trynitarna
Perychoreza trynitarna (gr. περιχώρησις perichoresis - taniec w kole, od περι - wokół i χωρέω - iść naprzód) – w teologii chrześcijańskiej termin opisujący trynitarną rzeczywistość i konieczność wzajemnego przenikania się trzech Osób boskich z racji jedności Bożej natury, wiecznego pochodzenia Syna od Ojca i Ducha od Ojca i (przez) Syna oraz konstytuowania się Osób boskich przez czysto relacyjne wzajemne odniesienie. W języku łacińskim pojawiły się dwa dookreślenia tego pojęcia – circumincessio (wzajemne udzielanie się przez przechodzenie) i circuminsessio (współprzenikanie). Pojęcie funkcjonujące od czasów Grzegorza z Nazjanzu. Pierwszym dokumentem kościelnym zawierającym opis trynitarnego przenikania się Osób boskich była bulla papieża Eugeniusza IV Cantate Domino z 1442 roku.